# Záluží (Litvínov)
Záluží (německy Maltheuern) je název zaniklé obce v okrese Most v Ústeckém kraji. Nacházela se asi 5,5 km severozápadně od starého města Mostu v nadmořské výšce 261 metrů s katastrální výměrou 474 ha. V prostoru bývalé obce se dnes nacházejí výrobní provozy Unipetrol RPA, neboť obec byla zlikvidována v letech 1974–1975 při rozšíření chemických závodů. Záluží dnes tvoří jednu z částí města Litvínova.

## Název
Původní německý název vesnice byl nejspíše odvozen z dolnoněmeckých slov Malz a Heuer (nájem). Podobné názvy se objevují v přilehlých oblastech Německa a slovo Die Maltheuer vychází ze středněhornoněmeckého slova meltiure, které označovalo stav, kdy byl nedostatek vody k mletí obilí a s ním spojené zdražení mouky. V historických pramenech se jméno vsi objevuje ve tvarech: Meltner (1333), „czu der Meltůr“ (1393), Melture (1398), Meltewer (1419), Meltuwer (1453), na Zaluzj (1585), Zaluzi (1610), Waltaijr a Zaluzij (1613), Záluží (1615), Moltheir (1654), Maltheuer (1787, 1833, 1848) a Maltheyer (1854).

## Historie
První písemná zmínka o vsi se nachází v listině Boreše z Rýzmburka z roku 1333, ve které prodal svůj hrad Kostomlaty a k němu příslušející vesnice včetně části Záluží. Další část vsi včetně poplužního dvora patřila i nadále k hradu Rýzmburk. Majitelé této části byli příslušníci drobné šlechty: Ramfolt z Bontensee (1393–1394), Hanuš z Polenska (1419), Hanuš Gerhengros (1454). Ve druhé polovině 15. století byl díl vsi připojen k mosteckému hradu a v roce 1512 i zbytek vsi náležející dosud ke kostomlatskému panství.
Tvrz v Záluží byla poprvé zmíněna v roce 1512. Stávala na ostrůvku uprostřed rybníka na jižním okraji vesnice a patřila nejspíše k sídlům typu motte.
V roce 1535 Záluží koupil Jiří Hartič z Hartiče. Roku 1613 Rudolf II. povolil zapsat Záluží jako svobodný statek do zemských desk a propustil jej z manství k mosteckému hradu. Po bitvě na Bílé hoře byl majetek Hartičům pro jejich účast na stavovském povstání zkonfiskován a v roce 1623 Záluží koupil komisař pohraničních cel Jacob Bruno. Vdova po něm Ludmila se provdala za Martina hraběte Michnu z Vacínova. Od tohoto rodu získal Záluží v roce 1713 Jan Josef z Valdštejna, který je začlenil do svého panství Duchcov-Horní Litvínov. Jeho součástí zůstala ves až do roku 1848. Po roce 1850 se Záluží nejprve stalo osadou Dolního Litvínova, ale od roku 1862 již bylo stalo samostatnou obcí.
V roce 1870 zde byla postavena sklárna a následovaly hnědouhelné doly Viktoria (1880), Radetzky (1891, od roku 1919 Kolumbus), Neuschacht (1905, od roku 1907 Tegetthoff, od roku 1919 Herkules a 1951 přejmenovaný na Vítězný únor).
V roce 1939 po okupaci českého pohraničí začali Němci poblíž Záluží stavět chemický závod na výrobu leteckého benzínu z uhlí. U továrny byly zřízeny pracovní a zajatecké tábory. Chemická rafinérie byla v letech 1944 a 1945 opakovaně cílem spojeneckých náletů , při kterých bylo několikrát postiženo i Záluží. Při náletu 23. září 1944 byla spodní část obce úplně zničena a řada dalších domů poškozena. Na podzim 1945 byl vedením obnovy závodu pověřen zdejší rodák Jindřich Šnobl, který po únoru 1948 odešel do Prahy na místo ředitele ČKD-Stalingrad.
Menší část obce byla zbourána už v letech 1956–1960. Převážná většina Záluží však byla zbořena v letech 1974–1975 při rozšíření chemických závodů. Katastrální území bylo připojeno k městu Litvínov.

## Obyvatelstvo
Při sčítání lidu v roce 1921 ve vsi žilo 3 754 obyvatel (z toho 1 840 mužů), z nichž bylo 2 852 Čechoslováků, 879 Němců, pět Židů, dva příslušníci jiné národnosti a šestnáct cizinců. K římskokatolické církvi se hlásilo 1 169 lidí, 29 jich bylo evangelíky, osm členy církve československé, šest židy, tři patřili k nezjišťovaným církvím, ale 2 539 obyvatel bylo bez vyznání. Podle sčítání lidu z roku 1930 měla vesnice 3 867 obyvatel: 2 984 Čechoslováků, 840 Němců, tři Židy, čtyři Rusy, dva příslušníky jiné národnosti a 34 cizinců. I tehdy převažovali lidé bez vyznání. Římských katolíků bylo 1 182, evangelíků 39, příslušníků církve československé 48, židé tři a dvanáct lidí se hlásilo k nezjišťovaným církvím.
|           | 1869 | 1880 | 1890  | 1900  | 1910  | 1921  | 1930  | 1950  | 1961  | 1970 | 1980 | 1991 | 2001 | 2011 |
| --------- | ---- | ---- | ----- | ----- | ----- | ----- | ----- | ----- | ----- | ---- | ---- | ---- | ---- | ---- |
| Obyvatelé | 435  | 646  | 1 487 | 3 093 | 4 051 | 3 754 | 3 867 | 3 258 | 1 416 | 805  | 0    | 0    | 0    | 1    |
| Domy      | 69   | 70   | 95    | 158   | 188   | 182   | 271   | 189   | 114   | 115  | 0    | 0    | 0    | 3    |